# 22e régiment de zouaves
Le 22e Régiment de Zouaves est un régiment de zouaves de l'armée française.

## Création et différentes dénominations
- Création du 22e Régiment de Zouaves
- Dissolution

## Drapeau du régiment
Son drapeau ne porte aucune inscriptions.